# Tropicus bilineatus
Tropicus bilineatus är en skalbaggsart som först beskrevs av Louis Alexandre Auguste Chevrolat 1864.  Tropicus bilineatus ingår i släktet Tropicus och familjen strandgrävbaggar. Inga underarter finns listade i Catalogue of Life.